# Rotspatrijs
De rotspatrijs (Ptilopachus petrosus) is een vogel uit de familie Odontophoridae. De wetenschappelijke naam van de soort is voor het eerst geldig gepubliceerd in 1789 door Johann Friedrich Gmelin.

## Kenmerken
De vogel is 23 tot 28 cm lang en weegt gemiddeld 190 gram. Een typisch kenmerk van dit hoen is de opgeheven staart zoals bij de gewone kip. Oppervlakkig gezien lijkt dit een nogal donker soort hoen, met een oranjebruine buik en kastanjebruine strepen op de flanken. De hen is roomwit op de buik. De vogel heeft een rode ring om het oog en de iris is bruin gekleurd, de snavel is roodachtig met grijsgele punt en de poten zijn donkerrood.

## Voorkomen en leefgebied
De soort komt voor in het westen van Afrika en telt 4 ondersoorten:
- P. p. petrosus: van Gambia tot Kameroen.
- P. p. brehmi: van zuidelijk Tsjaad tot centraal Soedan.
- P. p. major: noordelijk Ethiopië.
- P. p. florentiae: van zuidelijk Soedan en zuidelijk Ethiopië tot noordoostelijk Congo-Kinshasa, noordelijk Oeganda en centraal Kenia.

Het leefgebied bestaat uit stenig terrein met dicht struikgewas en rotsblokken of lateriet- en granietopduikingen in het landschap, zowel in laagland tot in kustvlaktes (in Gambia) als ook in middengebergte op rotsige hellingen met droog bos, stromend water en extensief beweid gebied tussen de 600 en 1500 m boven de zeespiegel.

## Beschermingsstatus
De grootte van de wereldpopulatie is niet gekwantificeerd. Men veronderstelt dat de soort in aantal stabiel is. Om deze redenen staat de rotspatrijs als niet bedreigd op de Rode Lijst van de IUCN.